# Список залізничних станцій і роз'їздів України (Й)
Список станцій Українських залізниць
| Станція           | Тип | Клас | Залізниця        | Дирекція залізниці | Код ЄМР | Код Експрес-3 | Рік заснування | Населений пункт |
| ----------------- | --- | ---- | ---------------- | ------------------ | ------- | ------------- | -------------- | --------------- |
| Йолча             | ст  | 5    | Південно-Західна | 1                  | 324607  | 2200069       | 1930           | Нова Йолча      |
| Йосипівка         | ст  |      | Одеська          | 2                  | 409808  | 2209465       |                |                 |
| Йосипівка         | зп  |      | Львівська        | 2                  | 362245  | -             |                |                 |
| Йосипівка         | зп  |      | Південно-Західна | 4                  | 347315  | 2200716       | до 1931        |                 |
| Йосипівка (Вузьк) | ст  |      | Одеська          | 2                  | 409827  |               |                |                 |